# Grupo 18 de Astronautas da NASA

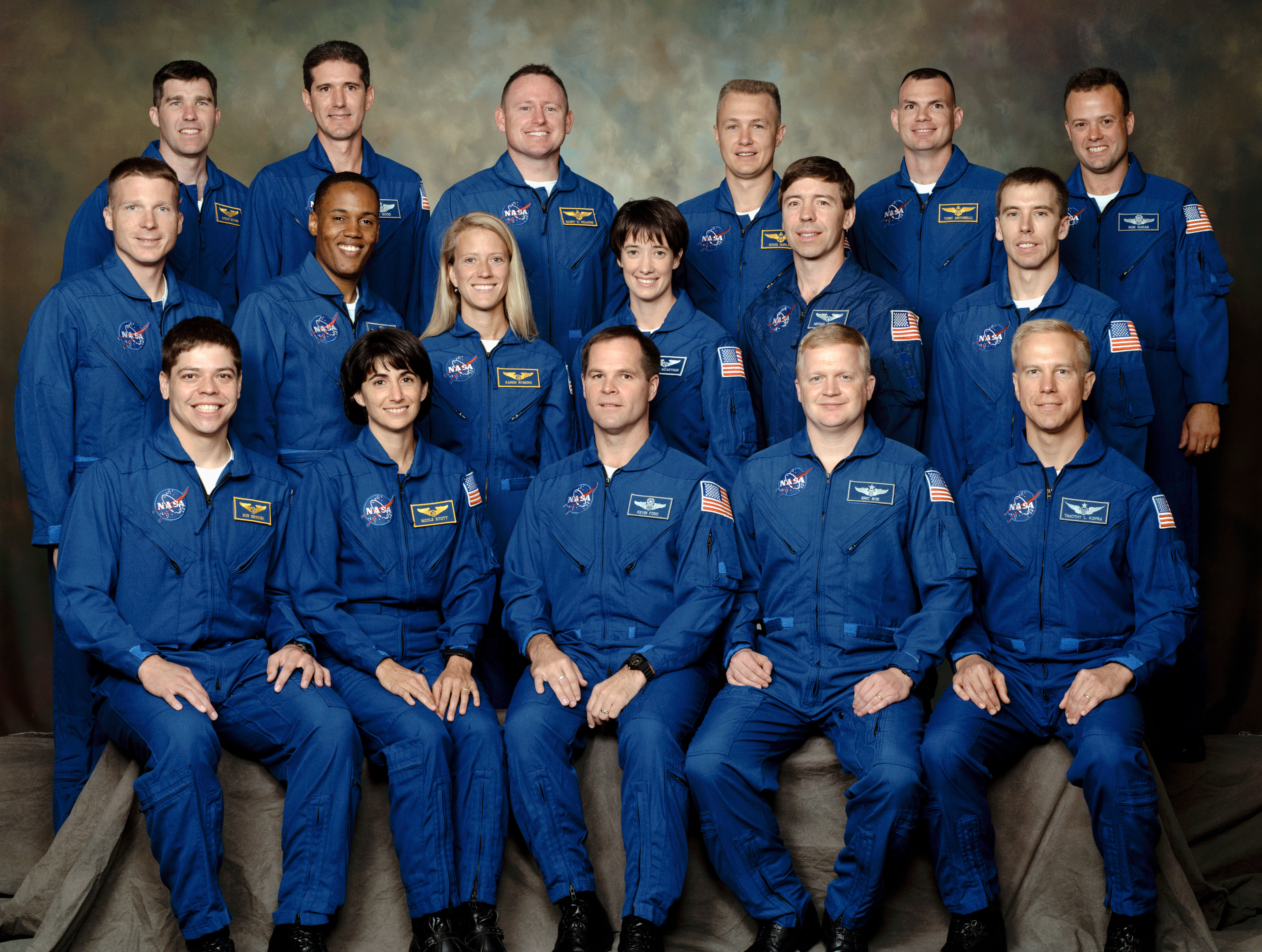
Os astronautas em 2000. Atrás: Bowen, Good, Wilmore, Hurley, Antonelli e Garan. Meio: Virts, Drew, Nyberg, McArthur, Barratt e Feustel. Frente: Behnken, Stott, Ford, Boe e Kopra.

O Grupo 18 de Astronautas da NASA, também chamado de Os Insetos, foi um grupo de astronautas selecionado pela Administração Nacional da Aeronáutica e Espaço (NASA) para integrarem o programa espacial dos Estados Unidos. Foi o décimo oitavo grupo de astronautas da NASA e foram anunciados publicamente em agosto de 2000. Os dezessete astronautas que formavam o grupo eram: Dominic Antonelli, Michael Barratt, Robert Behnken, Eric Boe, Stephen Bowen, Alvin Drew, Andrew Feustel, Kevin Ford, Ronald Garan, Michael Good, Douglas Hurley, Timothy Kopra, Megan McArthur, Karen Nyberg, Nicole Stott, Terry Virts e Barry Wilmore.

## Astronautas

### Pilotos
| Imagem | Nome                 | Nascimento             | Carreira                                                                  | ref   |
| ------ | -------------------- | ---------------------- | ------------------------------------------------------------------------- | ----- |
|        | Dominic A. Antonelli | 23 de agosto de 1967   | STS-119 STS-132                                                           | [ 1 ] |
|        | Eric A. Boe          | 1 de outubro de 1964   | STS-126 STS-133                                                           | [ 2 ] |
|        | Kevin A. Ford        | 7 de julho de 1960     | STS-128 Soyuz TMA-06M Expedição 33 Expedição 34                           | [ 3 ] |
|        | Ronald J. Garan Jr.  | 30 de outubro de 1961  | STS-124 Soyuz TMA-21 Expedição 27 Expedição 28                            | [ 4 ] |
|        | Douglas G. Hurley    | 21 de outubro de 1966  | STS-127 STS-135 Crew Dragon Demo-2 Expedição 63                           | [ 5 ] |
|        | Terry W. Virts Jr.   | 1 de dezembro de 1967  | STS-130 Soyuz TMA-15M Expedição 42 Expedição 43                           | [ 6 ] |
|        | Barry E. Wilmore     | 29 de dezembro de 1962 | STS-129 Soyuz TMA-14M Expedição 41 Expedição 42 Boeing Crewed Flight Test | [ 7 ] |

### Especialistas
| Imagem | Nome               | Nascimento              | Carreira                                                             | ref    |
| ------ | ------------------ | ----------------------- | -------------------------------------------------------------------- | ------ |
|        | Michael R. Barratt | 16 de abril de 1959     | Soyuz TMA-14 Expedição 19 Expedição 20 STS-133                       | [ 8 ]  |
|        | Robert L. Behnken  | 28 de julho de 1970     | STS-123 STS-130 Crew Dragon Demo-2 Expedição 63                      | [ 9 ]  |
|        | Stephen G. Bowen   | 13 de fevereiro de 1964 | STS-126 STS-132 STS-133                                              | [ 10 ] |
|        | B. Alvin Drew Jr.  | 5 de novembro de 1962   | STS-118 STS-133                                                      | [ 11 ] |
|        | Andrew J. Feustel  | 25 de agosto de 1965    | STS-125 STS-134 Soyuz MS-08 Expedição 55 Expedição 56                | [ 12 ] |
|        | Timothy L. Kopra   | 9 de abril de 1963      | STS-127 Expedição 20 STS-128 Soyuz TMA-19M Expedição 46 Expedição 47 | [ 13 ] |
|        | K. Megan McArthur  | 10 de agosto de 1971    | STS-125 SpaceX Crew-2                                                | [ 14 ] |
|        | Karen L. Nyberg    | 7 de outubro de 1969    | STS-124 Soyuz TMA-09M Expedição 36 Expedição 37                      | [ 15 ] |
|        | Nicole M. P. Stott | 19 de novembro de 1962  | STS-128 Expedição 20 Expedição 21 STS-129 STS-133                    | [ 16 ] |